# 観福寺 (白岡市)
観福寺（かんぷくじ）は、埼玉県白岡市にある真言宗智山派の寺院。

## 歴史
創建年代は不明である。1620年（元和6年）に中興したと伝えられているが、詳細は不明である。本尊は行基作と伝えられる十一面観世音菩薩である。
当地の野牛地域は、1705年（宝永2年）より新井白石の所領となった。白石は領地検分の際に当寺に立ち寄り、自分の自画像を寄進した。この白石の自画像は当寺の寺宝となっている。

## 文化財
- 紙本着色新井白石画像（白岡市指定文化財 昭和54年11月1日指定）[3]

## 交通アクセス
- 新白岡駅より徒歩7分。